# Зірка життя

«Зірка життя»

«Зірка життя» (англ. Star of Life) — емблема служби Екстреної медичної допомоги, яку спільно контролюють Американська медична асоціація і Департамент охорони здоров'я, освіти та соціальної допомоги США. Емблема і її варіації використовуються також іншими службами, що надають термінову медичну допомогу (зокрема, пошуково-рятувальними службами і National Registry of Emergency Medical Technicians).

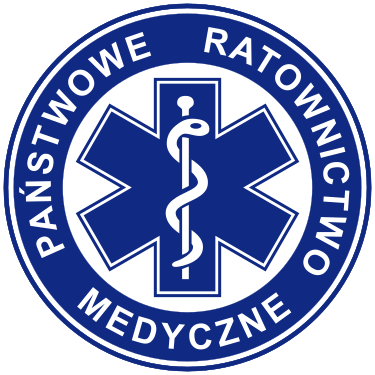
Зірка життя на емблемі польської служби швидкої медичної допомоги.

На зображенні — синя шестипроменева зірка з білою окантовкою, у центрі — білий посох Асклепія, бога медицини та лікування в давньогрецькій міфології.

## Історія
Спочатку багато автомобілів швидкої допомоги використовували червоний хрест(✚), пізніше хрест яскраво-оранжевого кольору (англ. safety orange) на квадратному білому світлорефлекційному тлі. Ця емблема визначала їх як підрозділи екстреної допомоги. Такий логотип застосовувався до того, як в США були розроблені національні стандарти для Emergency Medical Personnel.
У 1963 році Американська медична асоціація (AMA) розробила Зірку життя як «універсальний» символ для медичної ідентифікації. AMA не захищає торгову марку чи авторське право на символ, заявивши, що він «вільно пропонується» виробникам, а також призначений для використання на картках, які мають люди з певними захворюваннями .
Емблема «Зірка життя» була створена і запатентована в США в 1967 році. Її розробив шеф відділу екстреної медичної допомоги Національного управління безпеки руху на дорогах (NHTSA) Лео Шварц (англ. Leo R. Schwartz). Міра була вимушеною — Американський Червоний Хрест заборонив використовувати помаранчевий хрест на білому фоні, який застосовувався раніше NHTSA, вважаючи його імітацією емблеми Червоного Хреста.
Сьогодні цю емблему можна зустріти на автомобілях швидкої допомоги багатьох країн.

## Символізм
Шість променів зірки символізують шість основних завдань, які вирішують рятувальники в ланцюзі дій при надзвичайних ситуаціях:
1. Виявлення
2. Оповіщення
3. Відповідна реакція
4. Допомога на місці
5. Допомога під час транспортування
6. Передача в спеціалізований центр допомоги

## «Зірка життя» наавтомобілях швидкої допомогирізних країн

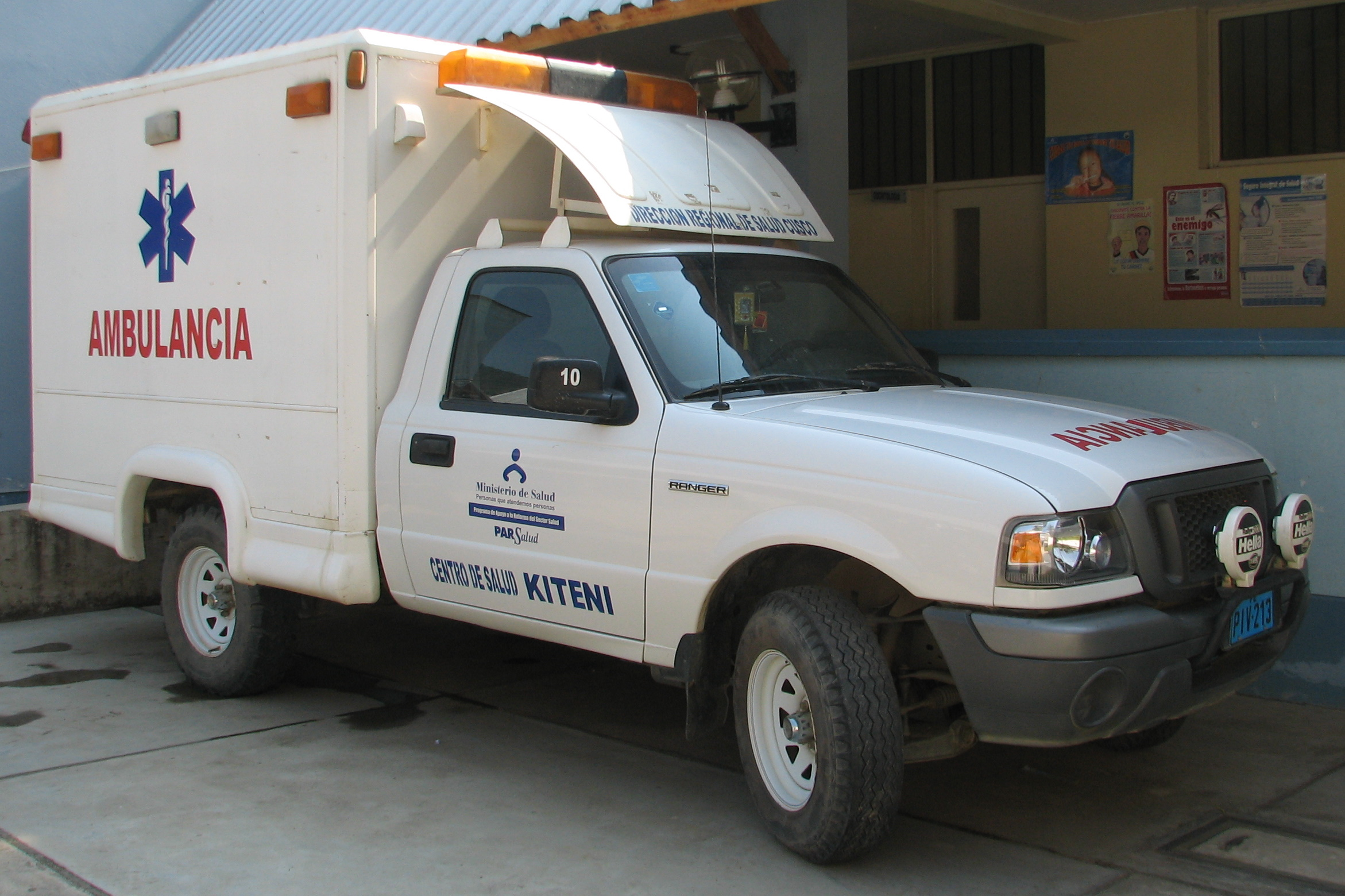
Перу
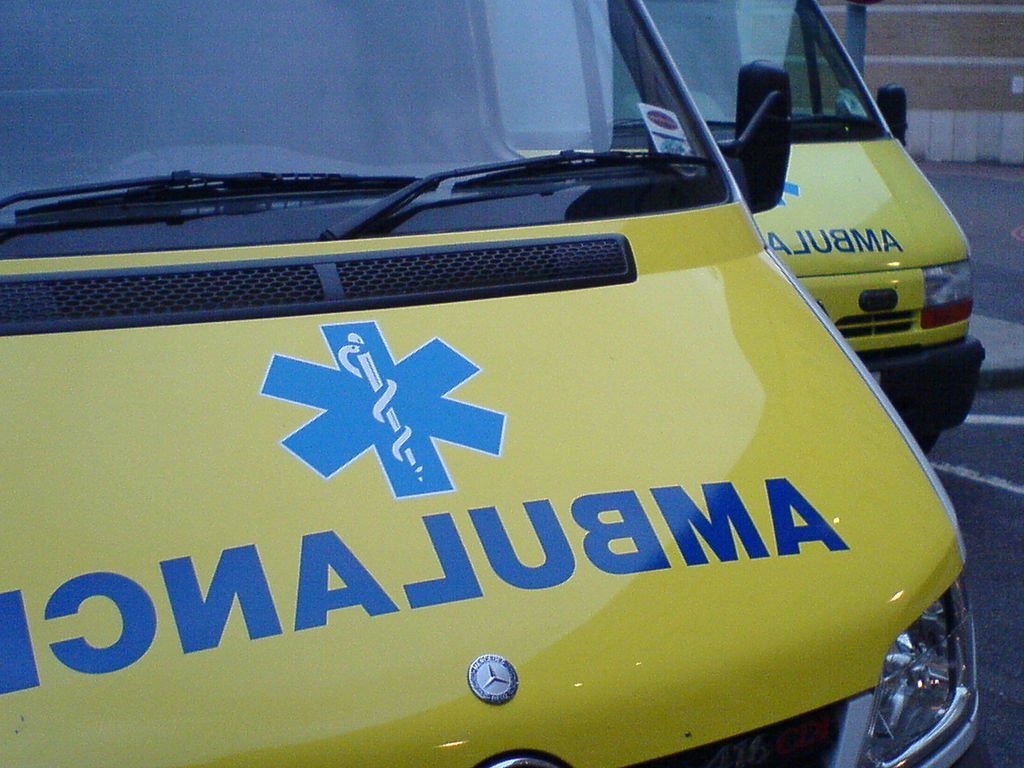
Лондон, Велика Британія
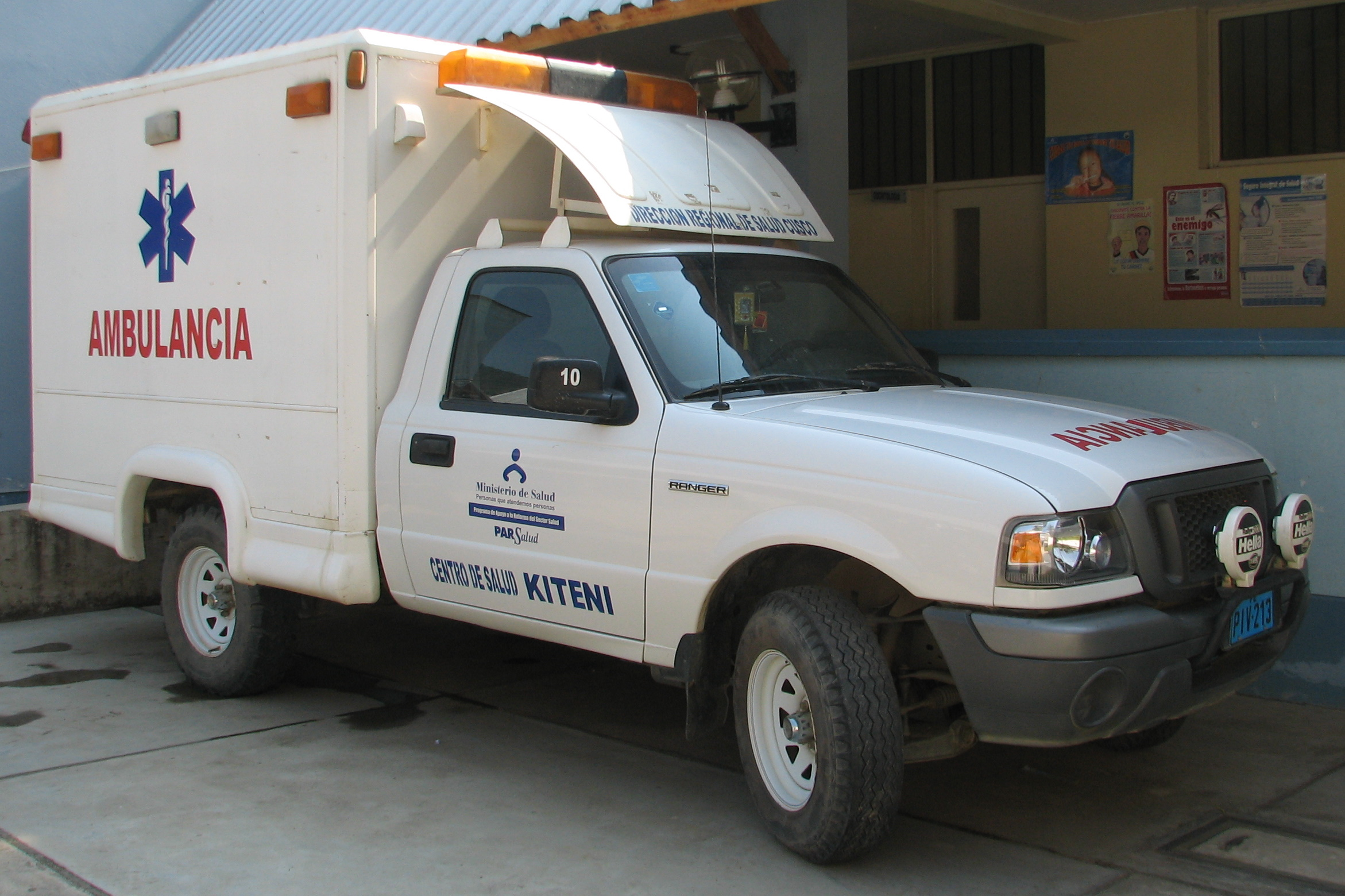
Куско, Перу
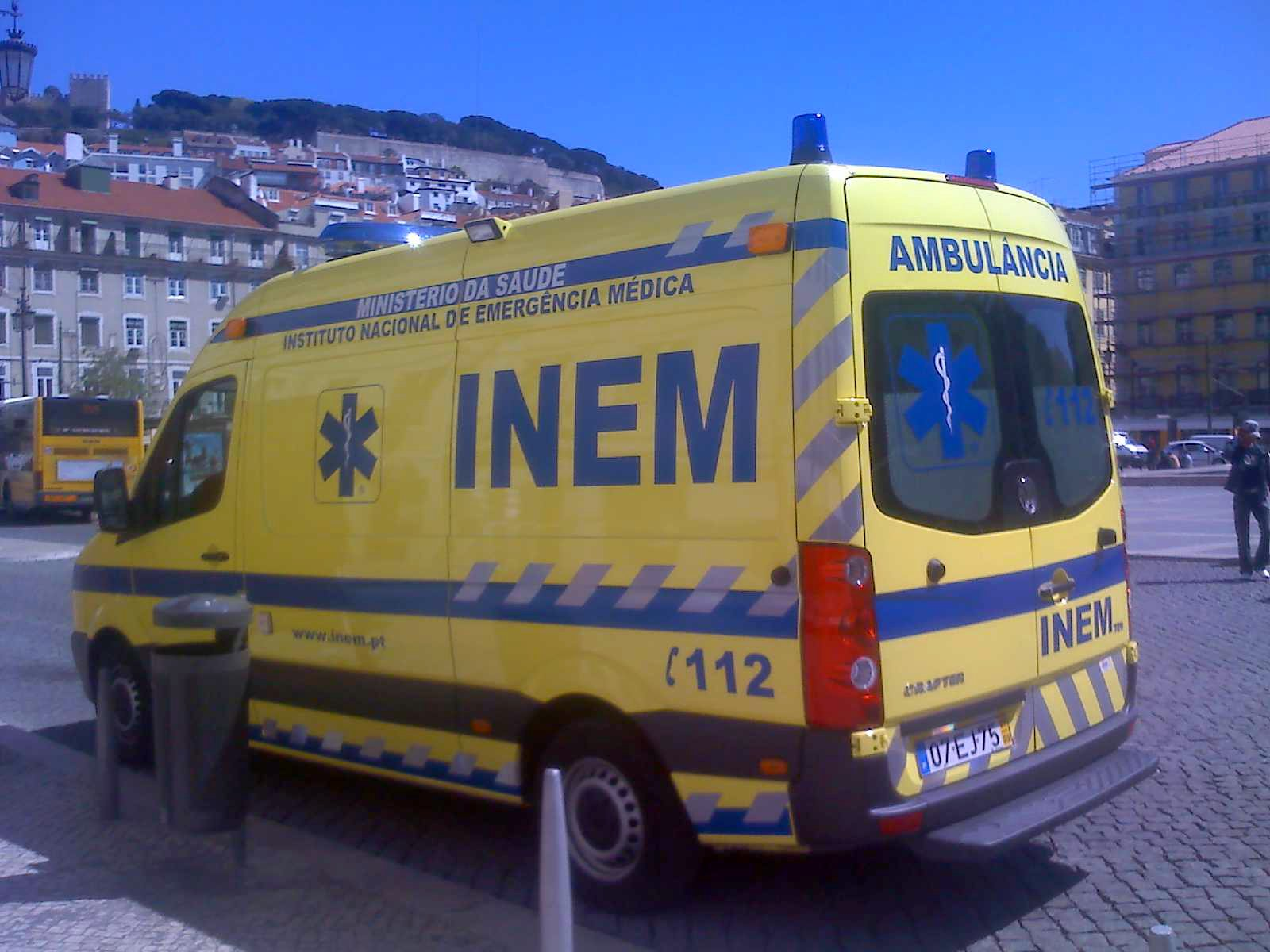
Лісабон, Португалія
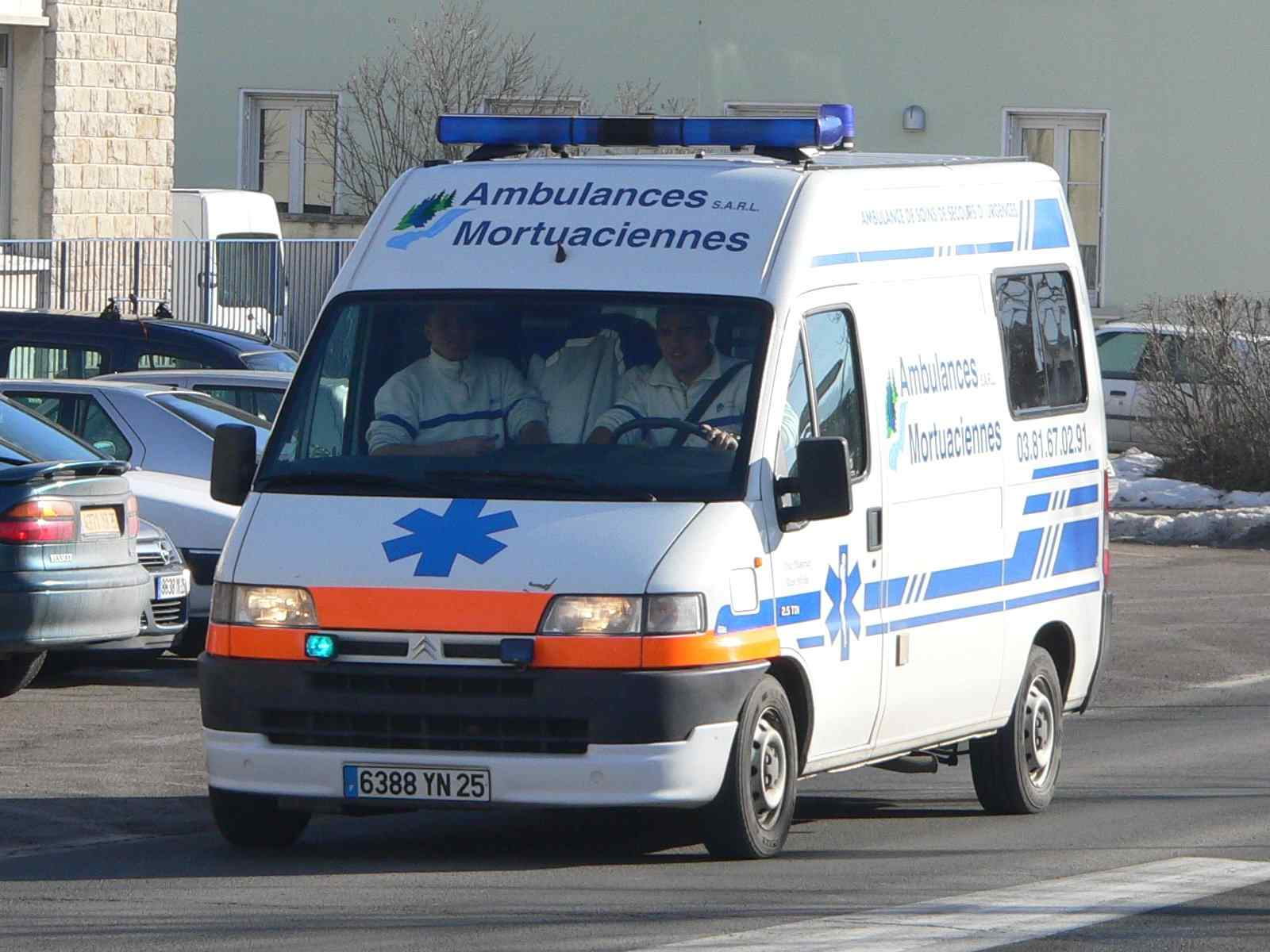
Ле-Фен, Франція
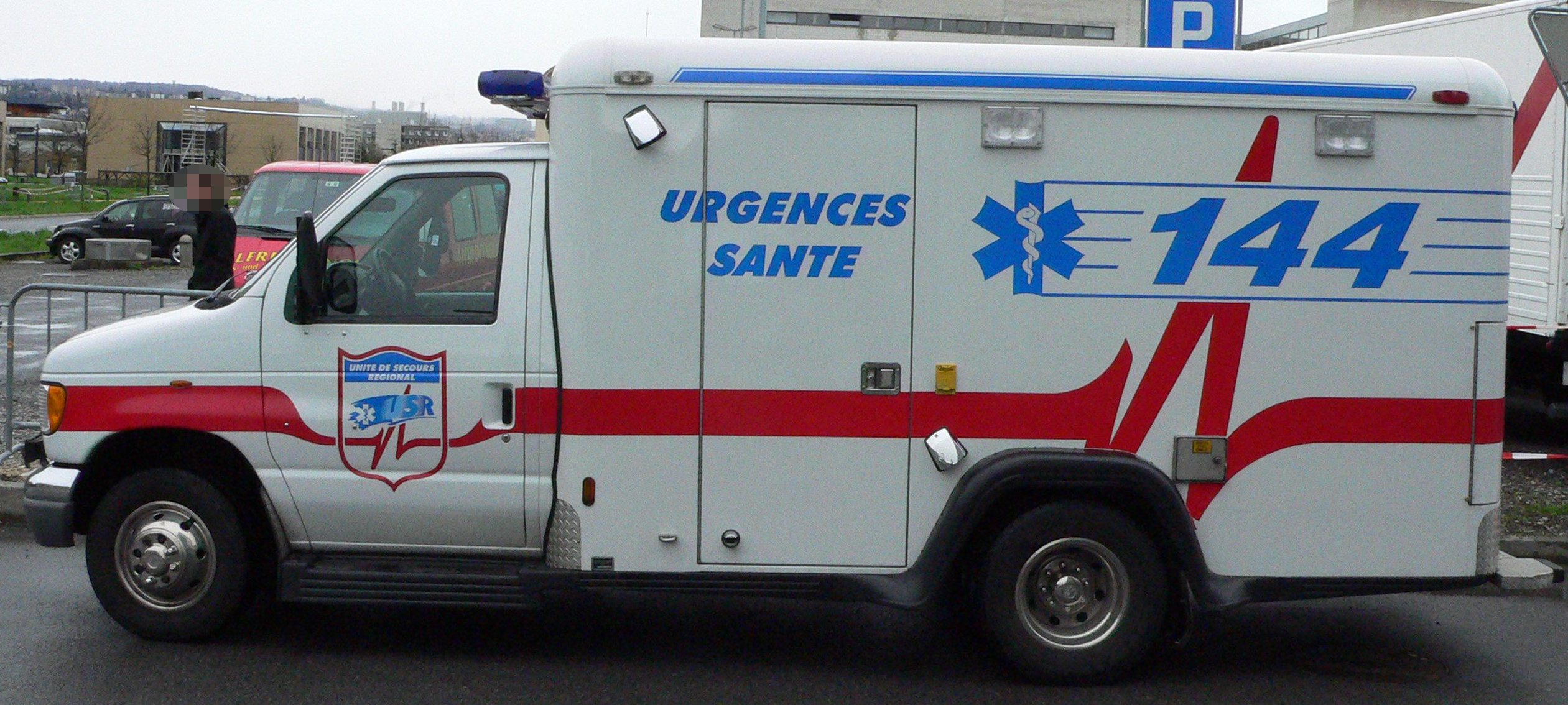
Лозанна, Швейцарія
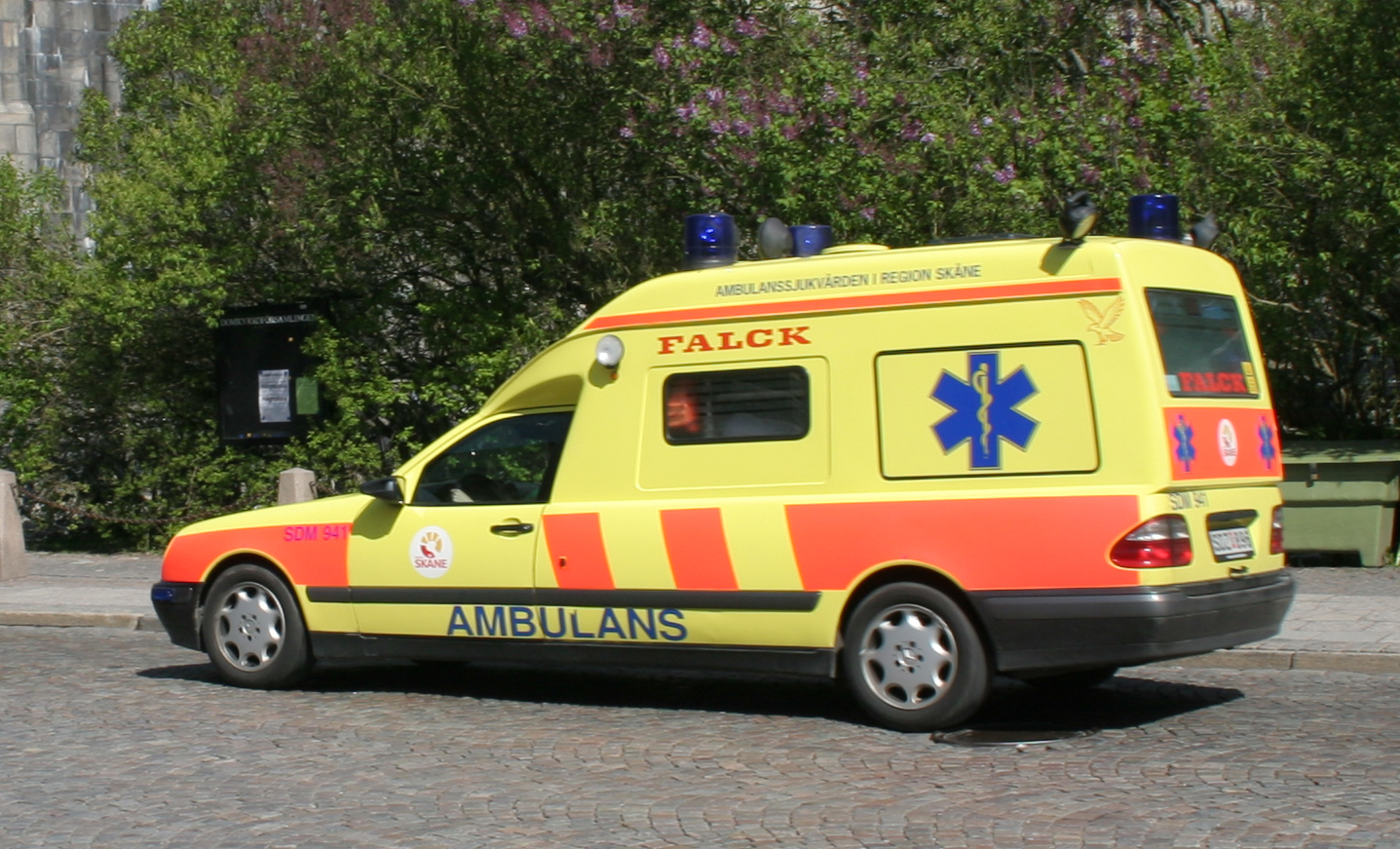
Лунд, Швеція
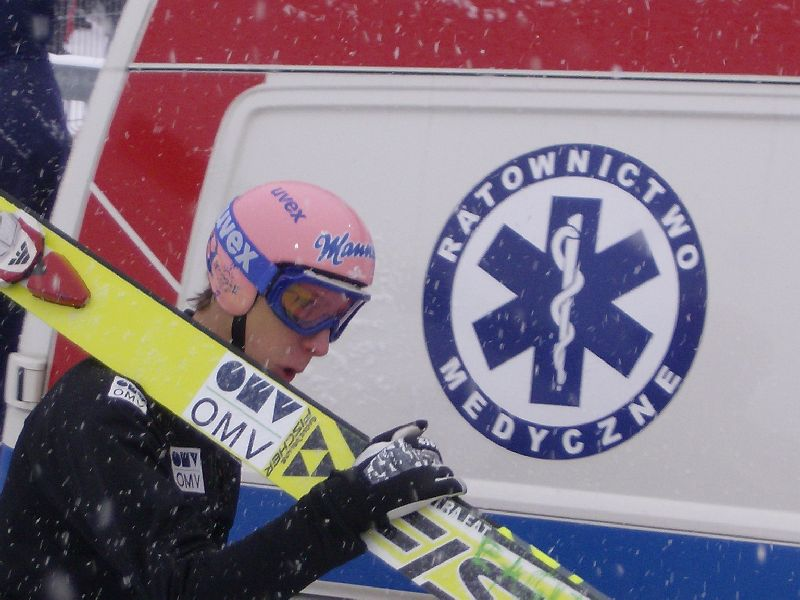
Закопане, Польща